# Janusz Wałek

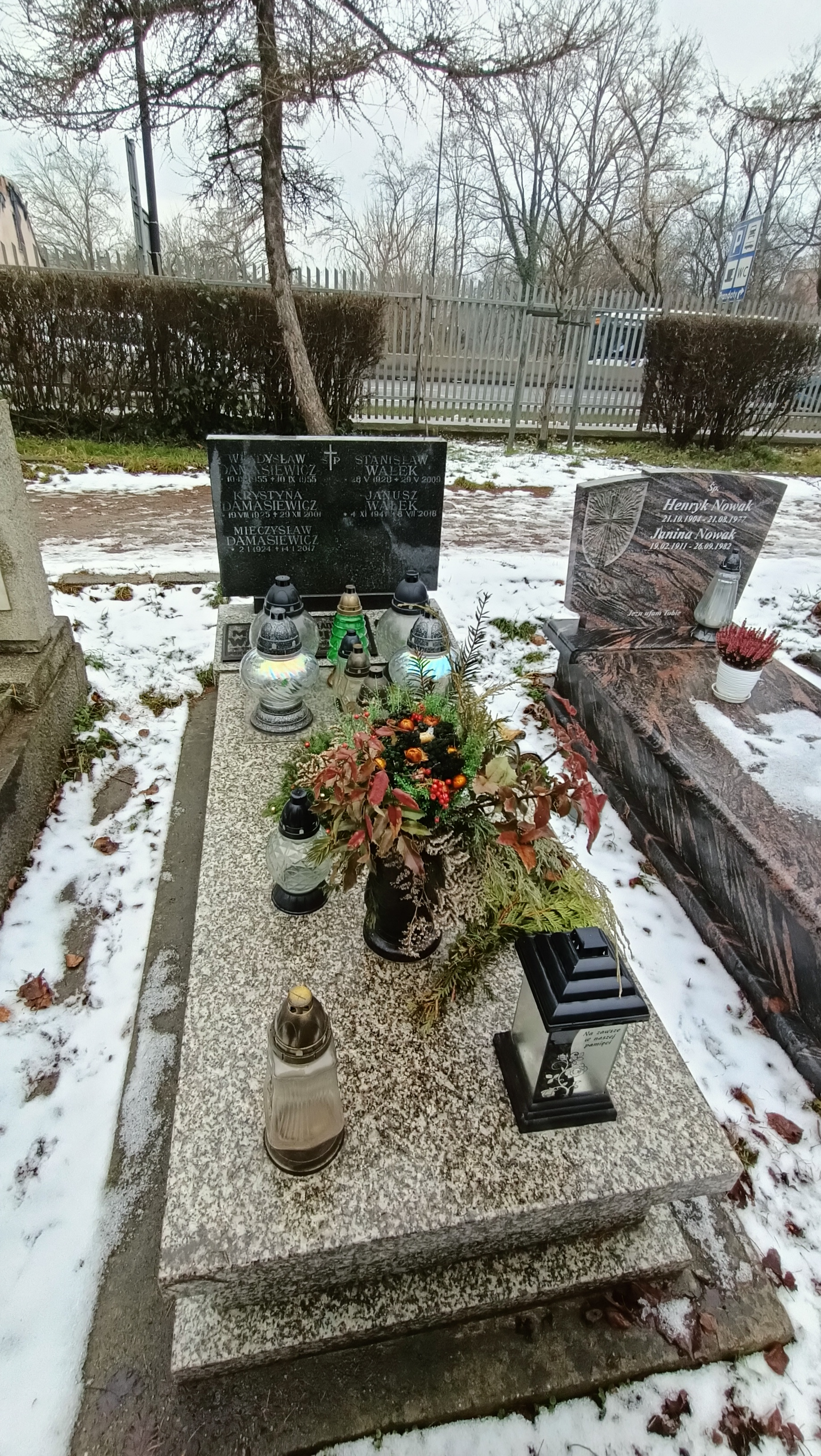
Gób JJanusza Wałka na Cmentarzu Rakowickim w Krakowie

Janusz Wałek (ur. 4 listopada 1941 w Bobowej, zm. 8 lipca 2018) – polski historyk sztuki i poeta.
Ukończył I Liceum Ogólnokształcące im. Bartłomieja Nowodworskiego w Krakowie. Studiował historię sztuki na Uniwersytecie Jagiellońskim. Kierownik Działu Malarstwa Europejskiego Muzeum Czartoryskich i Muzeum Narodowego w Krakowie. W latach 1986–1989 oraz 1994–1997 wykładowca historii sztuki na Akademii Sztuk Pięknych w Krakowie. Od 2009 wykładowca studium podyplomowego Muzealnictwo na Uniwersytecie Jagiellońskim. Laureat Nagrody Głównej III Ogólnopolskiego Konkursu Poetyckiego im. Jacka Bierezina 1997 za projekt tomu Kwartety kopenhaskie.
Został pochowany na cmentarzu Rakowickim w Krakowie.

## Książki
- Dzieje Polski w malarstwie i poezji (Interpress, Warszawa 1987)
- Dzieje Polski w malarstwie i poezji (Interpress, Warszawa 1991) – wydanie drugie, poprawione
- Portrety kobiece Leonarda da Vinci (Wydawnictwo Anna, Kraków 1994)
- Kwartety kopenhaskie (Papier-Service, Łódź 1998)